# Brasão de armas das Ilhas Marshall
O brasão de armas das Ilhas Marshall é composto por um fundo azul, o que representa o mar. No fundo azul está um anjo com as asas distendidas a simbolizar a paz. Atrás do anjo estão duas ilhas, um outrigger e uma palmeira. Sobre cada asa do anjo constam um par de linhas vermelhas e brancas. Ao fundo no escudo está uma carta náutica estilizada. No anel em volta do escudo lê-se a frase Governo das Ilhas Marshall, e em baixo, o lema nacional em Marshalês: Jepilpin ke Ejukaan ("Cumprimento Por Esforço Conjunto").